# St. Petrus (Lengdorf)

St. Petrus in Lengdorf

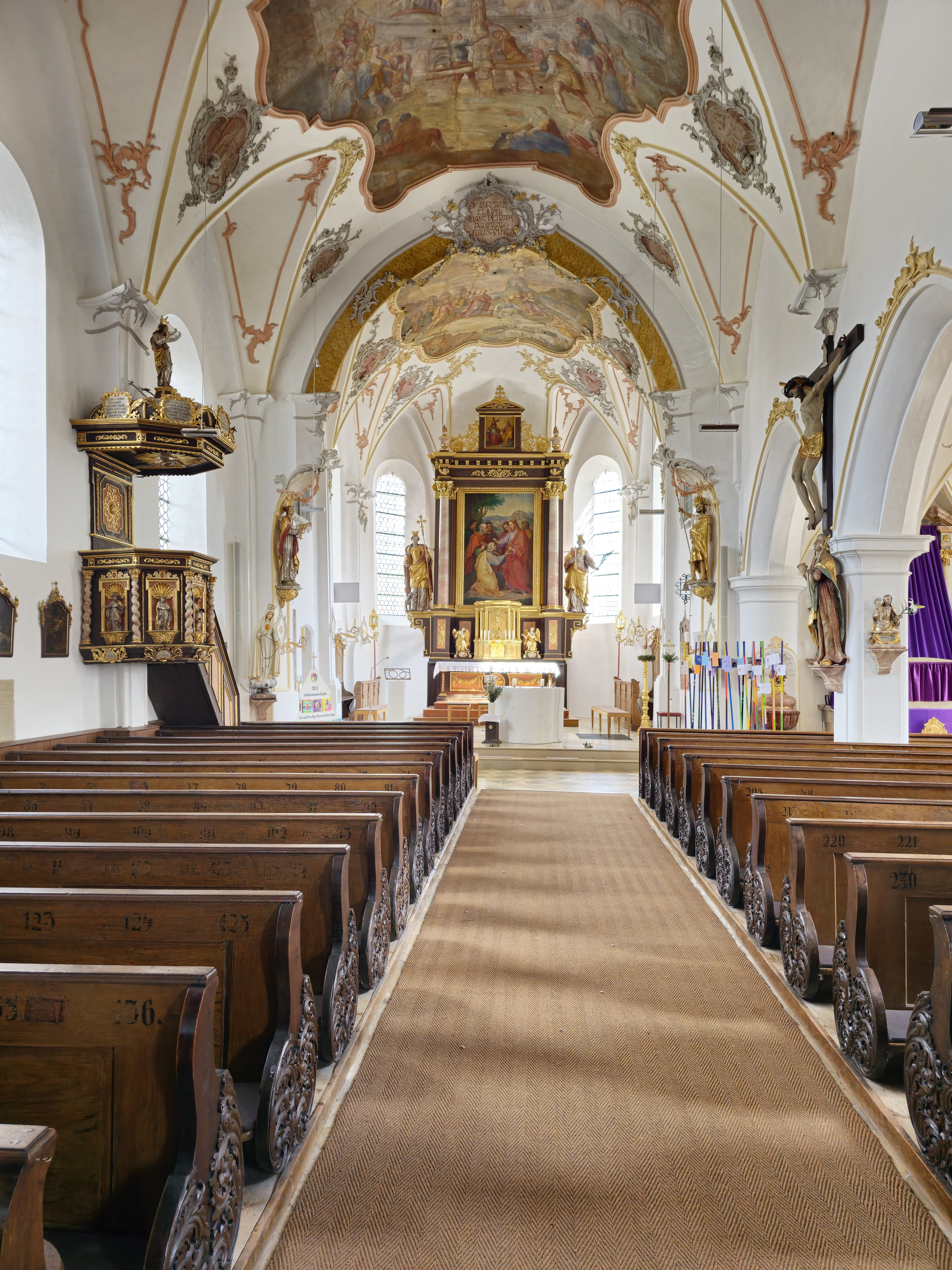
Blick zum Chor

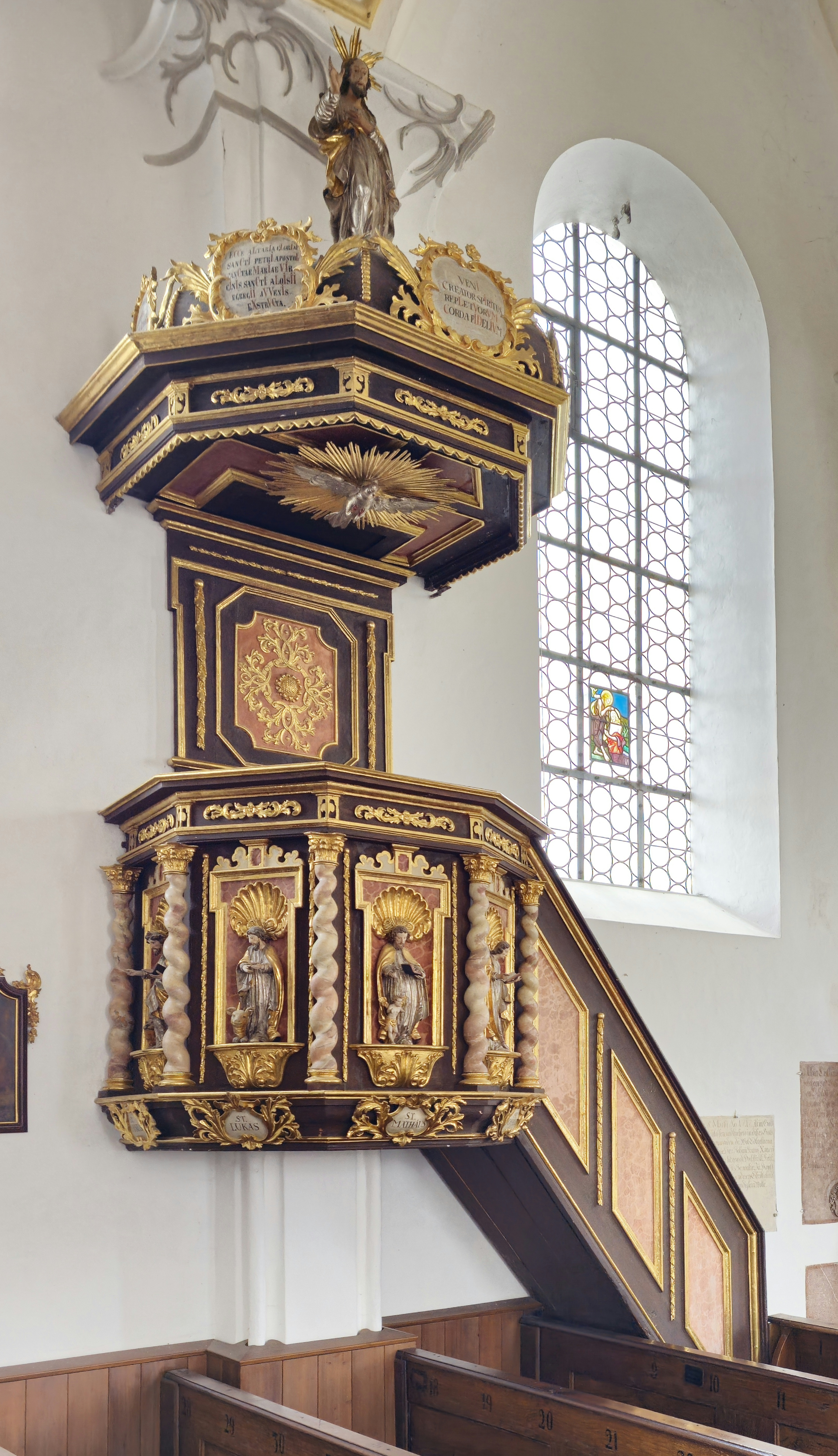
Kanzel

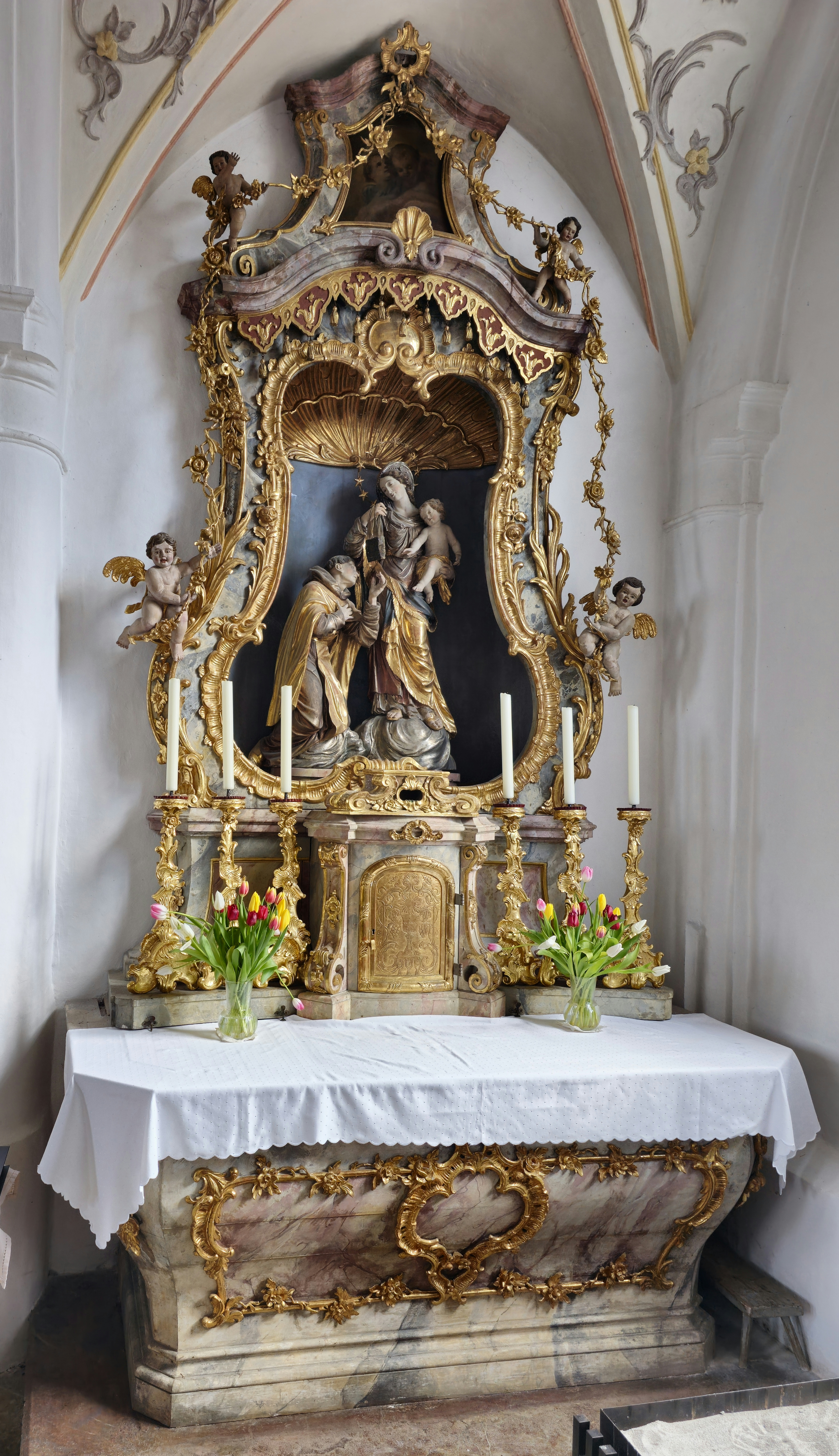
Skapulieraltar

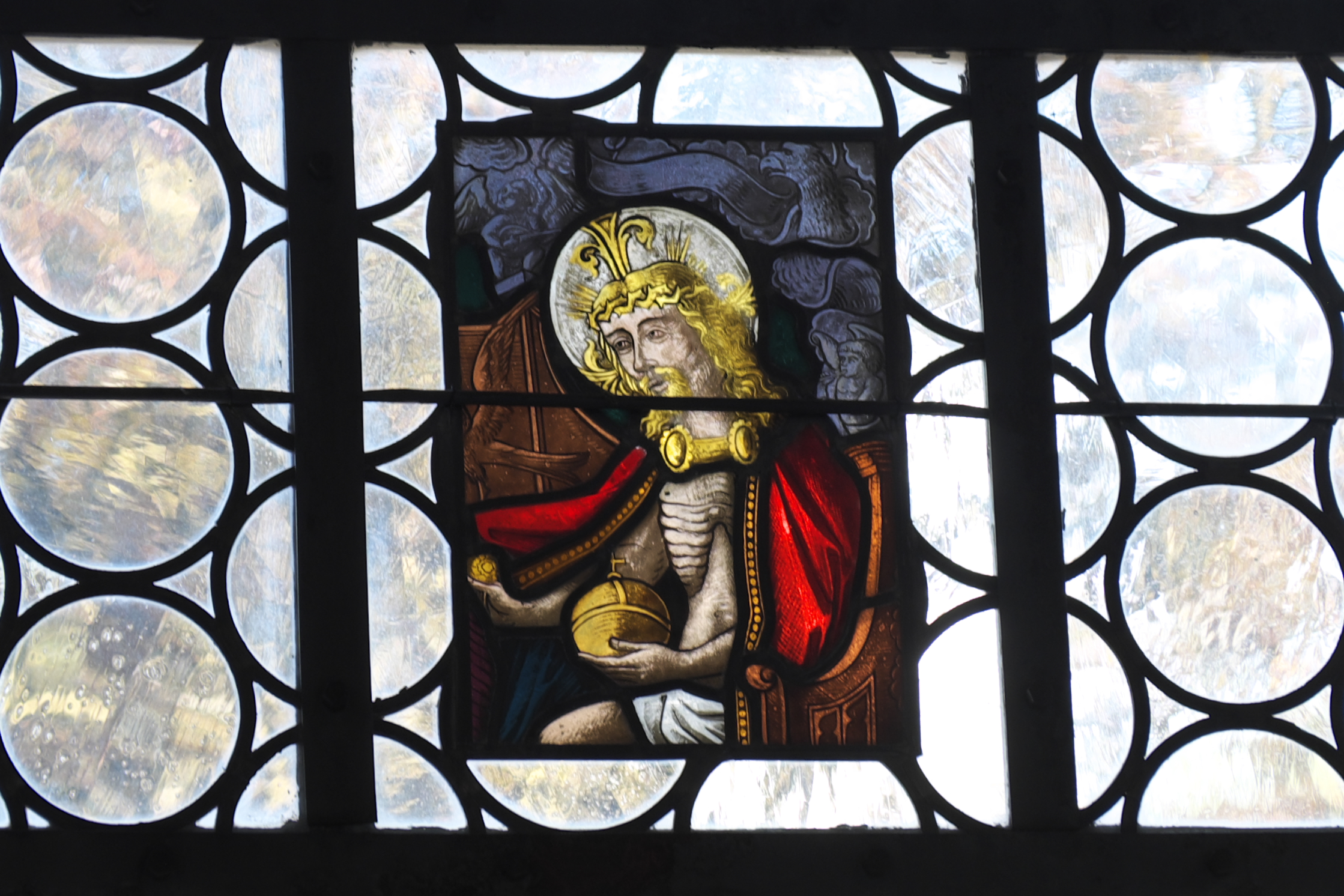
Glasmalerei

Die römisch-katholische Pfarrkirche St. Petrus ist eine spätgotische, eingreifend barockisierte Saalkirche im Kernort Lengdorf der gleichnamigen Gemeinde im oberbayerischen Landkreis Erding. Sie gehört zum Pfarrverband Isen im Erzbistum München und Freising.

## Geschichte und Architektur
Die Kirche wurde erstmals 1090 erwähnt. Das spätgotische Bauwerk entstand um 1500 und wurde im Jahr 1710 durch einen Blitzschlag im Turmbereich beschädigt, daraufhin wurde der ursprünglich spitzgiebelige Turmhelm durch Anton Kogler neu erbaut. Das Kircheninnere wurde in den Jahren 1760/1761 barockisiert. Als um 1900 der Sakralbau bedenkliche Schäden am Mauerwerk aufzeigte und das Gotteshaus für die steigende Bevölkerungszahl zu klein wurde, wurde ein Konzept erarbeitet, wie das Bauwerk erweitert und Schäden behoben werden können. In den Jahren 1920/21 wurde die Kirche um zwei Joche verlängert und der Turm an anderer Stelle in Anlehnung an den baufälligen Vorgänger errichtet; eine Renovierung wurde in den Jahren 1983/84 vorgenommen.
Die Kirche zeigt einen wenig eingezogenen Chor mit Fünfachtelschluss und mit kräftigen dreieckigen Strebepfeilern. Das Langhaus in Form einer asymmetrischen Pseudobasilika hat ein niedrigeres Seitenschiff nach Süden und einen Kapellenanbau; der Turm steht jetzt im nördlichen Chorwinkel (früher im Westen). Die Stuckierung in Rokokoformen wurde Johann Anton Bader aus Dorfen zugeschrieben; die Deckengemälde an Joseph Unterleutner aus Freising.

## Ausmalung
Die 27 Fresken in der Kirche St. Petrus in Lengdorf stammen aus zwei unterschiedlichen Bauphasen und von verschiedenen Künstlern:

### Fresken von Joseph Unterleutner
- 1761 malte Joseph Unterleutner (1708–1772) zwei große Deckenbilder und zwölf kleine Bilder in den Gewölbezwickeln des Langhauses und des Chors. Außerdem dekorierte er zwei Gewölbejoche in der südlich angebauten Bruderschaftskapelle. Da die Signatur des Chorfreskos nur noch schlecht lesbar bzw. verdorben ist („Joh. Un…erger pinx. 1761“), wurde die Malereien erst 1981 Joseph Unterleutner zugeschrieben. Über Fresken von seiner Hand im Seitenschiff ist nichts bekannt. 
Die Fresken wurden wohl schon 1792 restauriert, dann 1861 mit Ölbildern übermalt, nach dem Umbau von 1919/20 durch Karl Weinzierl freigelegt und durch Jakob Huwyler restauriert. 1956 folgte eine Reinigung, 1984/85 wurden bei einer neuerlichen Reinigung zahlreiche, z. T. ausgedehnte Fehlstellen festgestellt und – soweit möglich – die Übermalungen abgenommen, danach die Fehlstellen retuschiert. – „Trotz sorgfältiger Restaurierung sind die beiden Hauptfresken eigentlich Ruinen. Inwieweit die Kartuschenbilder noch original sind,“ ist fraglich. Auch in der Bruderschaftskapelle „ist nicht mehr viel originale Substanz erhalten“ (Anna Bauer-Wild). – Doch die Zusammenstellung der Bildthemen zu einem Gesamtprogramm bleibt hochinteressant. 
 Die Darstellungen in Langhaus und Chor beziehen sich auf den Kirchenpatron:
  - Langhaus-Deckenbild: Kreuzigung des hl. Petrus
  - drei Kartuschenbilder der Langhaus-Nordseite:
    - Wunderbare Hand („Manus mirabilis“) als Zeichen der Wunderkraft des Heiligen, die im nächsten Bild konkret gezeigt wird
    - Heilung des Lahmen (Apg 3,1–8 EU) „aur. et argent. non habit – surge et ambula“ [aurum et argentum non habet …] (Er hat kein Gold und Silber. – Steh auf und geh umher!)
    - Sonnenblume, die sich zur Sonne wendet, als emblematisches Zeichen für die Gottesliebe des Heiligen

  - drei Kartuschenbilder der Langhaus-Südseite:
    - Ikarus stürzt aus dem Himmel herab („Lapsu gravi perium“ [ursprünglich wohl „… periunt“, korrekt „… pereunt“ – Durch schweren Fall/Sturz bzw. Fehltritt/Fehler gehen sie zugrunde]). Die für eine Kirche ungewöhnliche Darstellung aus der antiken Mythologie (Ovid, Metamorphosen, 8,183–235) ist im Sinne des Sprichworts „Hochmut kommt vor dem Fall“ mit der Szene im nächsten Bild vergleichbar, und so ist wohl auch die Beischrift („sie gehen zugrunde“) auf beide zu beziehen, Ikarus und Simon Magus.
    - Simon Magus stürzt aus dem Himmel herab bzw. wird von dem unterhalb stehenden Simon Petrus bezwungen („Deus superbis resiscat – Simon à Simone superatur“ [ursprünglich wohl „… resistat“, korrekt „… resistit“ – Gott widersteht den Hochmütigen – Simon wird durch Simon bezwungen]). Dargestellt ist nicht die neutestamentliche Szene (Apg 8,18–24 EU), sondern eine aus der späteren christlichen Literatur, in der Simon Magus als der Vater aller Irrlehren  gilt.
    - ein Engel, der zur Sonne fliegt, wohl eine Verfälschung der ursprünglichen Darstellung. 
 Künstlerisch sind diese kleinen monochromen Bilder wohl weniger attraktiv als die großen farbigen Fresken im Zentrum der Langhaus- bzw. Chor-Decke, aber inhaltlich sind die selten dargestellten Szenen durchaus interessant. Die lateinischen Beischriften geben zudem einen Einblick, wie diese Begebenheiten im 18. Jahrhundert gedeutet wurden.

  - Chor-Deckenbild: Einsetzung des hl. Petrus als Oberhaupt der Kirche (mit der Künstlersignatur rechts unten, am Rand unter dem liegenden Lamm) 
 Die auf diese Darstellung bezogene Chorbogen-Inschrift wurde erst um 1919/20 angebracht.
  - drei Kartuschenbilder der Chor-Nordseite:
    - ein Hirte mit zwei Schafen („Pacem nobis dona“ – Gib uns Frieden); das Bild bezieht sich auf das Hirtenamt des Petrus, wie das große Chorfresko
    - Petrus wandelt über das Wasser („Sequere me“ – Folge mir, Mt 14,29 EU)
    - ein Adler fliegt zur Sonne („Matris ad exemplum“ – Nach dem Beispiel der Mutter); die emblematische Darstellung bezieht sich auf die Nachfolge des Petrus, wie das nebenstehende Bild

  - drei Kartuschenbilder der Chor-Südseite:
    - ein Fels in stürmischer See (mit zwei blasenden Windgöttern) („Non Praevalebunt“ – sie werden nicht obsiegen)
    - Petrus steht vor dem auferstandenen Christus („Ames Petrus“ – fehlerhaftes Latein, gemeint ist: Petrus, liebst du mich?, Joh 21,15–17 EU); mit diesen Worten beginnt die Beauftragung des Petrus, die Schafe zu weiden, wie im großen Chorfresko dargestellt
    - ein Fels („Petrus vincit“ – Petrus siegt), nochmals als Sinnbild für Petrus, den Felsen, auf dem die Kirche ruht

  - in der Bruderschaftskapelle: Marienmonogramm (westliches Gewölbejoch) und Übergabe des Skapuliers an den hl. Simon Stock durch die Madonna (östliches Joch). Das Skapulier wird in einer Beischrift als „Signum Salutis“ (Zeichen des Heils) bezeichnet, und in dieser Eigenschaft wird es von Engeln in der rechten unteren Ecke verwendet, um arme Seelen aus dem Fegefeuer zu erlösen. Damit gibt das Bild einen Einblick in die Geisteswelt dieser katholisch-gegenreformatorischen Bruderschaften im 17./18. Jahrhundert.

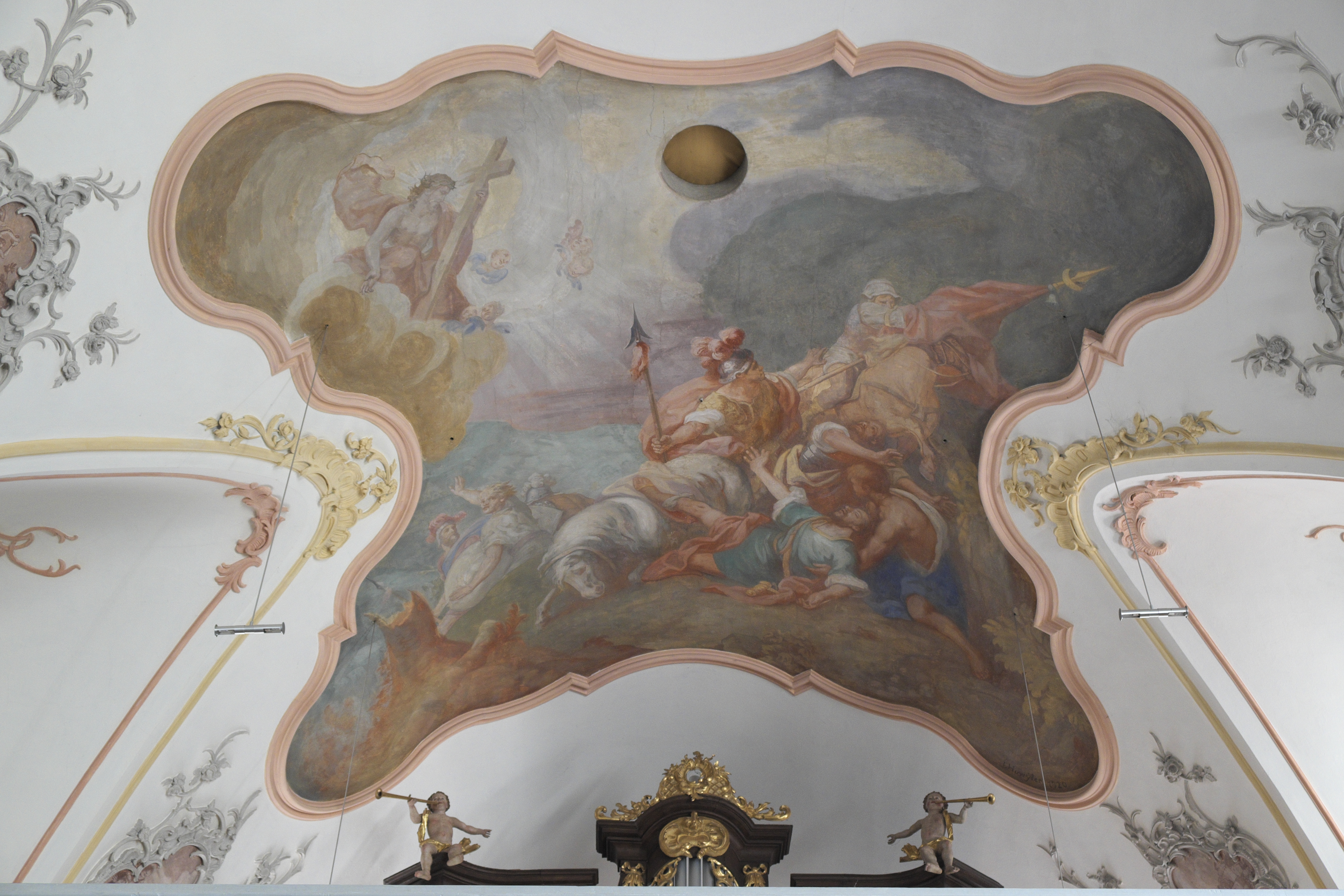
Chorfresko
Langhaus-Hauptfresko mit Zwickelbildern
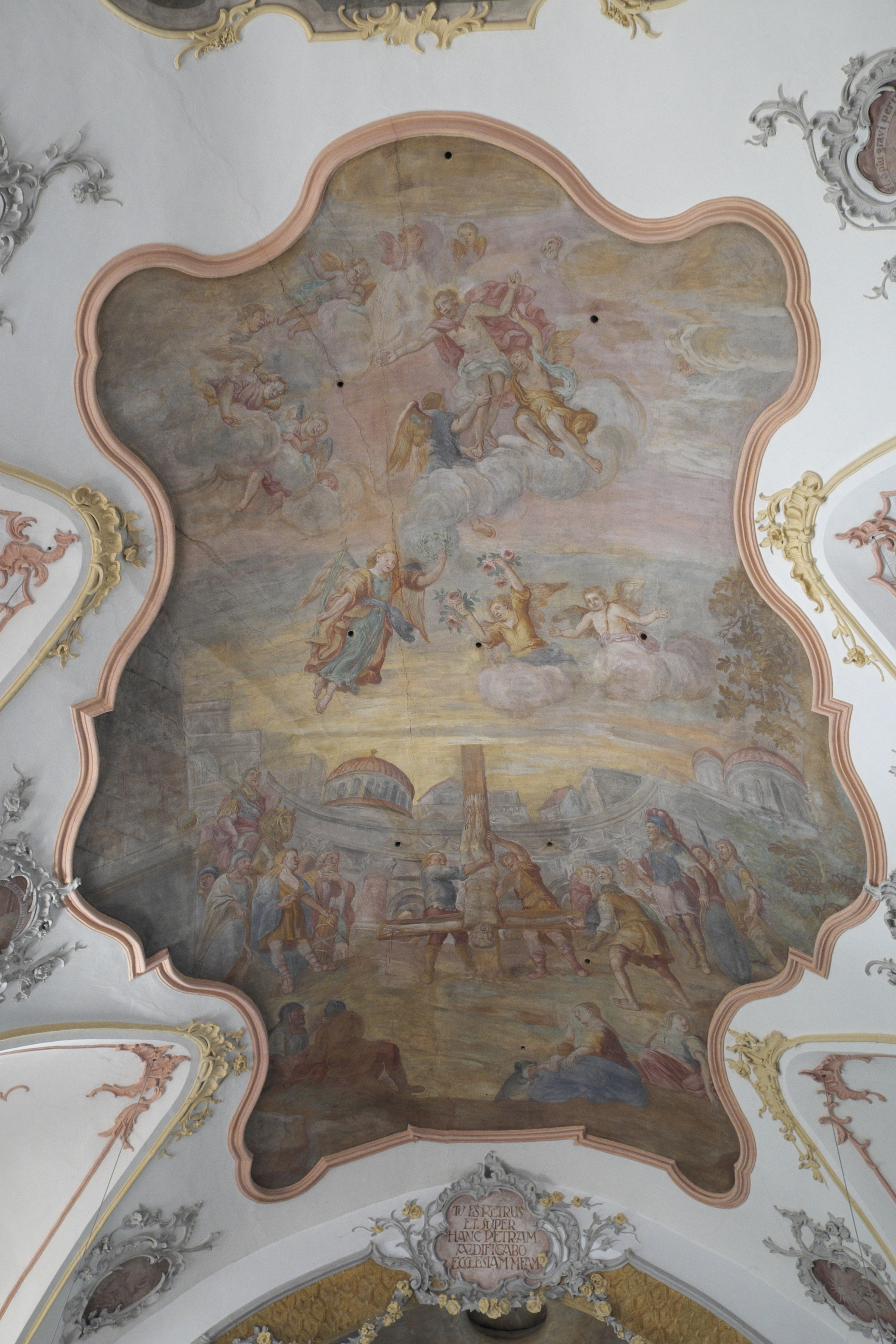
Langhaus-Hauptfresko
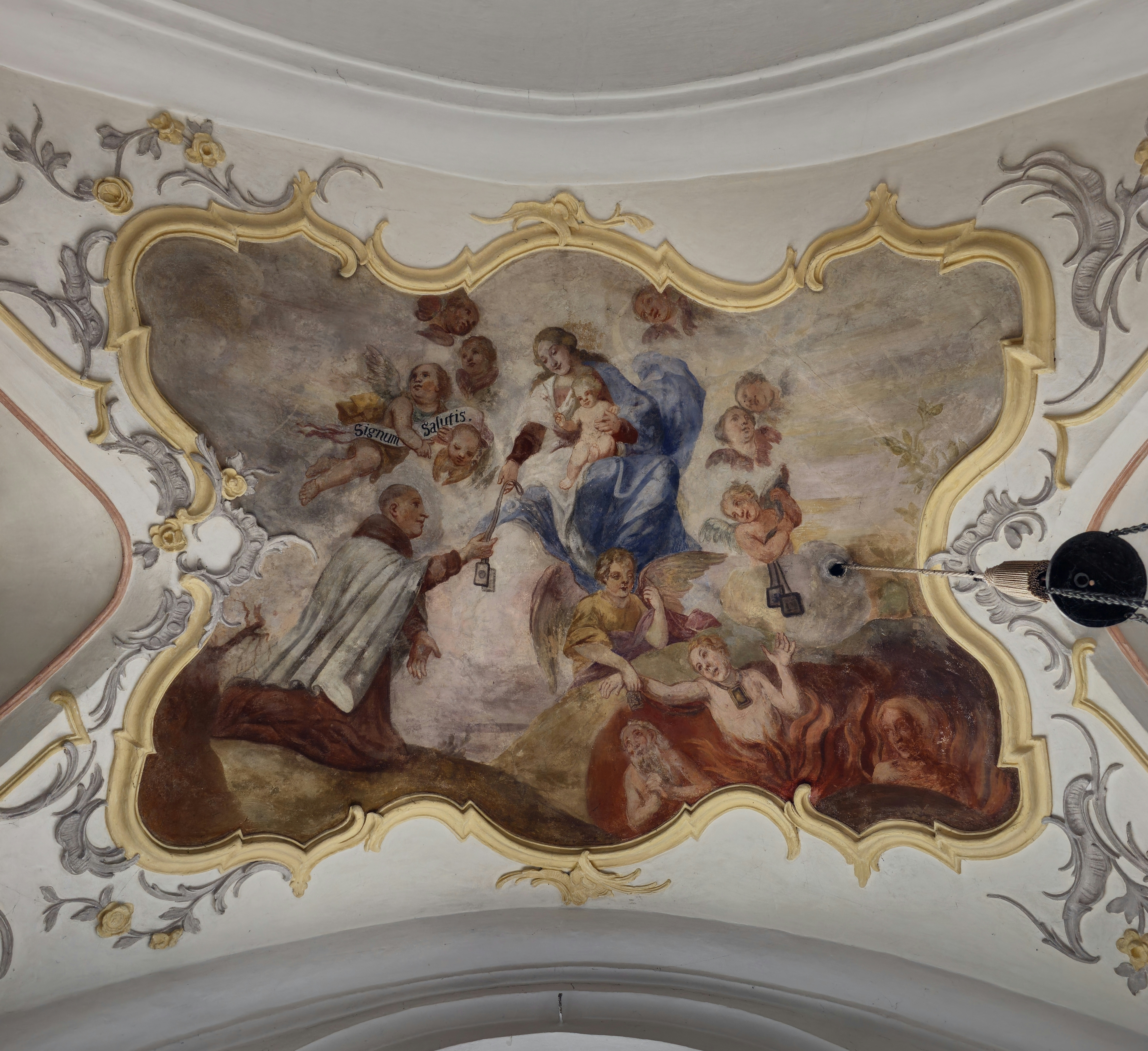
Fresko der Bruderschaftskapelle

### Fresken von Jakob Huwyler
- Bei der Erweiterung der Kirche dekorierte Jakob Huwyler (1867–1938) im Jahr 1920 (laut Signatur) die westlich angebauten Langhausjoche sowie das Seitenschiff mit neuen Deckenfresken im alten (neubarocken) Stil. 
Huwyler war in zahlreichen oberbayerischen Kirchen tätig, beispielsweise hier im Landkreis Erding außer in Lengdorf auch in Dorfen (Restaurierung 1921) und in Walpertskirchen (Restaurierung 1930).
  - Im Langhaus wurde das bisherige Petrus-Thema auf weitere Szenen aus der Apostelgeschichte ausgeweitet:
    - Bekehrung des hl. Paulus bei Damaskus (westliches Gewölbejoch, Apg 9,3–9 EU)
    - Engel mit den Marterwerkzeugen der Apostelfürsten Petrus und Paulus (zweites Joch)
    - vier(?) weitere Kartuschenbilder: Flucht des hl. Paulus aus Damaskus (Nordseite, Apg 9,25 EU) – Steinigung des hl. Stephanus in Anwesenheit des noch nicht bekehrten Saulus/Paulus (Südseite, Apg 7,57–60 EU) und wohl noch zwei weitere über der Orgel

  - Im Seitenschiff fünf Szenen aus der Kindheit Jesu (von hinten nach vorne): Verkündigung an Maria (rechts unten die Malersignatur: „L.(?) Huwyler 1920.“) – Heimsuchung – Anbetung durch die Hirten – Darbringung im Tempel – Der zwölfjährige Jesus im Tempel (Die Bücher im Vordergrund sind bezeichnet: „Lex et Prophetae“ – das Gesetz und die Propheten, um deren Auslegung der Disput ging.)

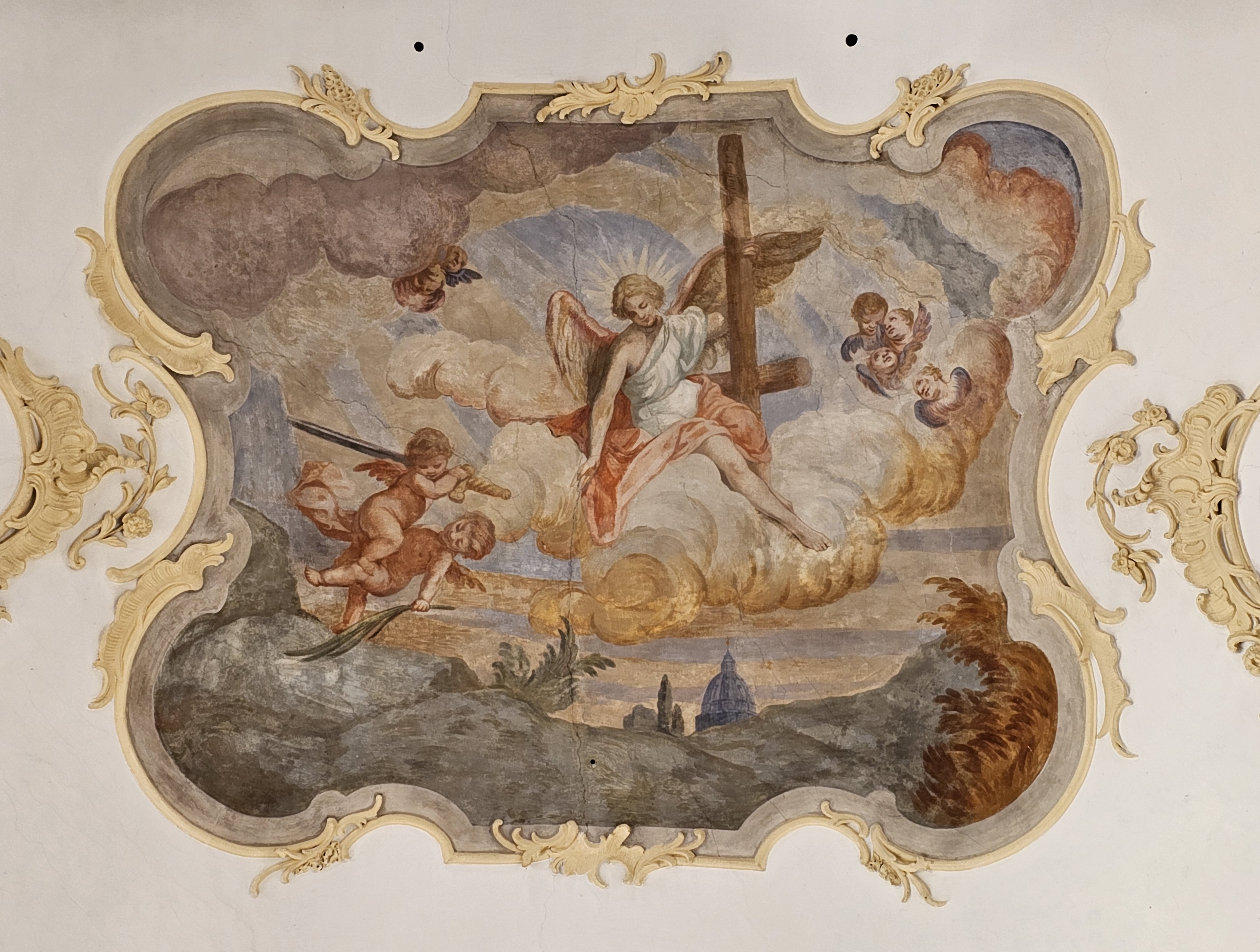
Langhaus-Fresko: Engel mit Marterwerkzeugen
Seitenschiff: Darbringung im Tempel
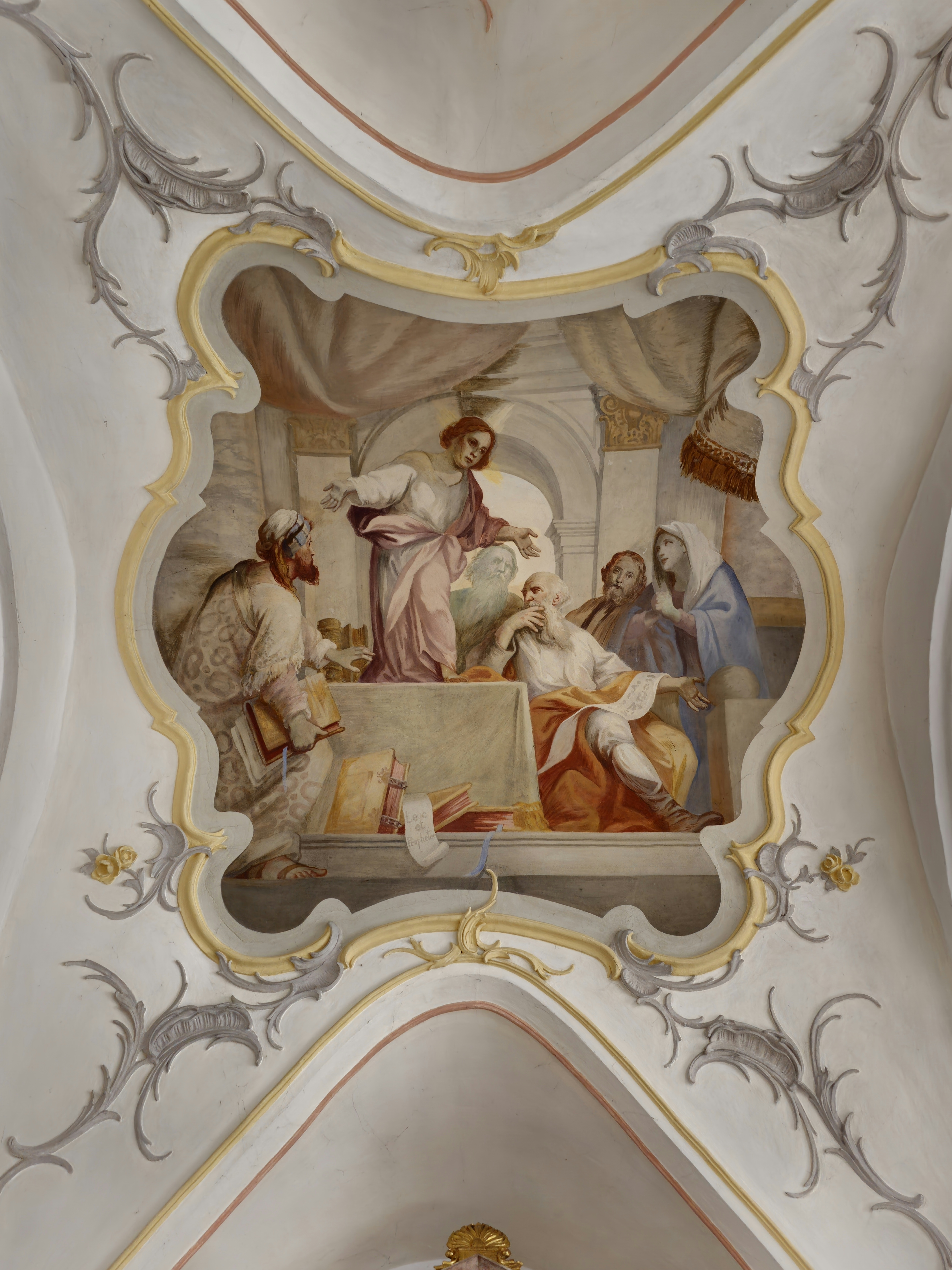
Seitenschiff: Der zwölfjährige Jesus im Tempel

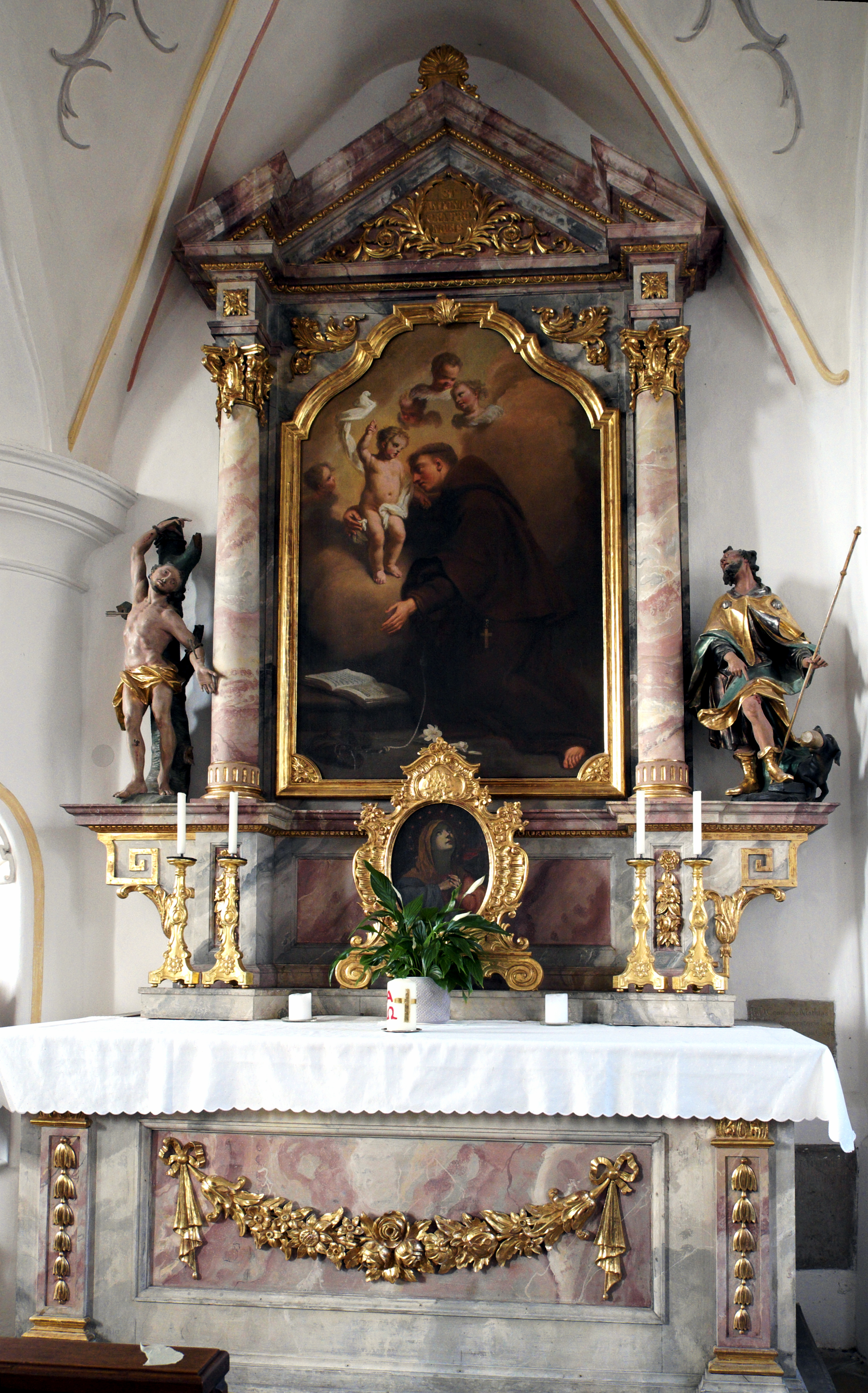
Seitenaltar mit den Jorhan-Skulpturen

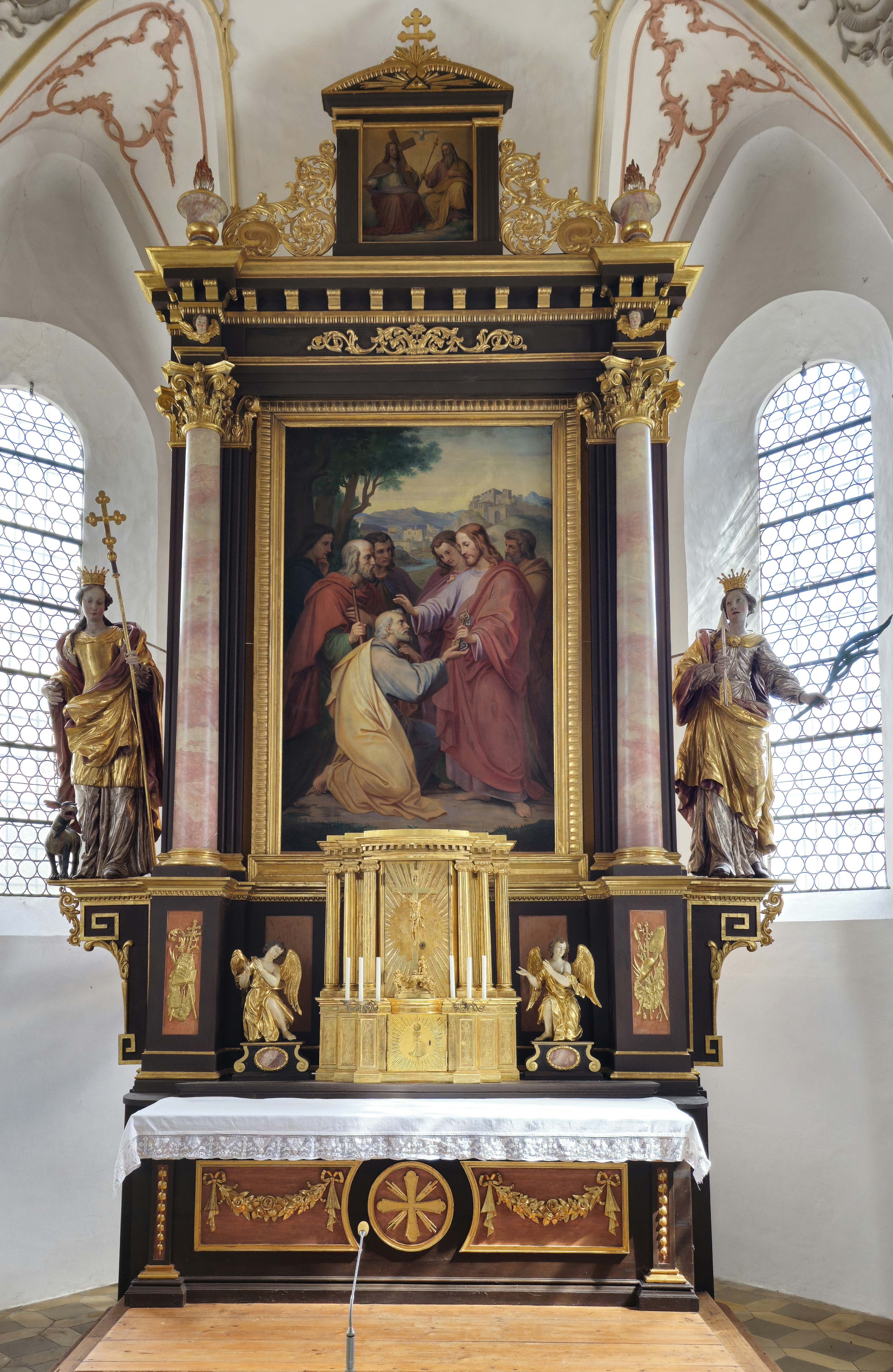
Hochaltar

## Ausstattung
Der neubarocke Hochaltar ist mit zwei lebensgroßen Figuren der Heiligen Margaretha und Theresa von Avila vom Anfang des 18. Jahrhunderts versehen, das Altarblatt wurde 1848 von Joseph Holzmayer geschaffen. Am Altar der Bruderschaftskapelle sind die heilige Maria vom Berg Karmel und der heilige Simon Stock dargestellt, am  neubarocken Seitenaltar von 1920 befinden sich zwei Figuren der Heiligen Sebastian und Rochus von Christian Jorhan dem Älteren aus der Zeit um 1760. An der Kapellen-Westwand ist ein Gemälde mit der Darstellung Huldigung Mariens durch König David und weitere Heilige von Franz Joseph Degle aus dem Jahr 1755 angebracht. Die barocke Kanzel in schwarz-goldener Fassung ist ein Werk vom Ende des 17. Jahrhunderts. Am Chorbogen sind Figuren der beiden Johannes aus der Mitte des 18. Jahrhunderts, im Schiff eine des heiligen Petrus aus der Zeit um 1510 (vom spätgotischen Hochaltar) zu sehen. Das Kruzifix gegenüber der Kanzel stammt ebenfalls aus dem 18. Jahrhundert.
An den Seitenschiff-Pfeilern sind spätbarocke Halbfigur-Büsten der Heiligen Josef und Joachim zu sehen, weitere Heiligenfiguren stellen unter anderem Stephanus und Leonhard dar.
Das Chorgestühl ist ein Werk des Dorfener Kistlers Matthias Fackler aus der Zeit um 1762. Zwei Weihwasserbecken sind auf die Jahre 1588 und 1568 datiert. Die im Neorokokostil gemalten Kreuzweg-Stationen (1923) stammen von Anton Ranzinger. An der Empore sind die zehn vom Freisinger Adalbert Kromer gemalten Apostelbilder angebracht, die von der ursprünglichen Empore stammen. Das Kirchengestühl ist mit der Jahreszahl 1723 datiert, im Anbau wurde es 1920 im gleichen Stil angefertigt.
Die zahlreichen erhaltenen Rotmarmorepitaphien erinnern an die Kapläne und Pfarrer der Lengdorfer Pfarrei, die von 1524 bis in die jüngste Vergangenheit überliefert sind.

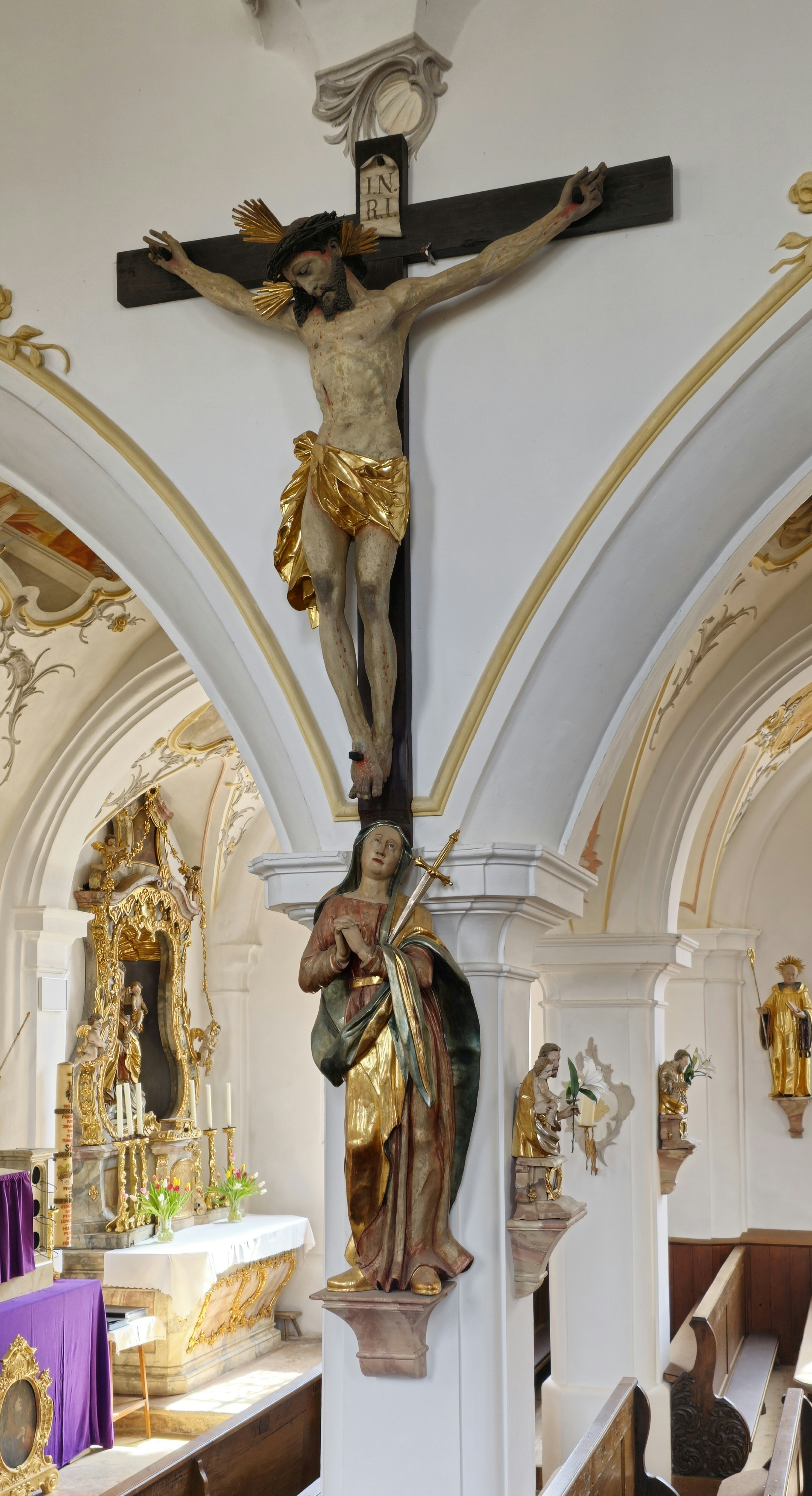
Kruzifix
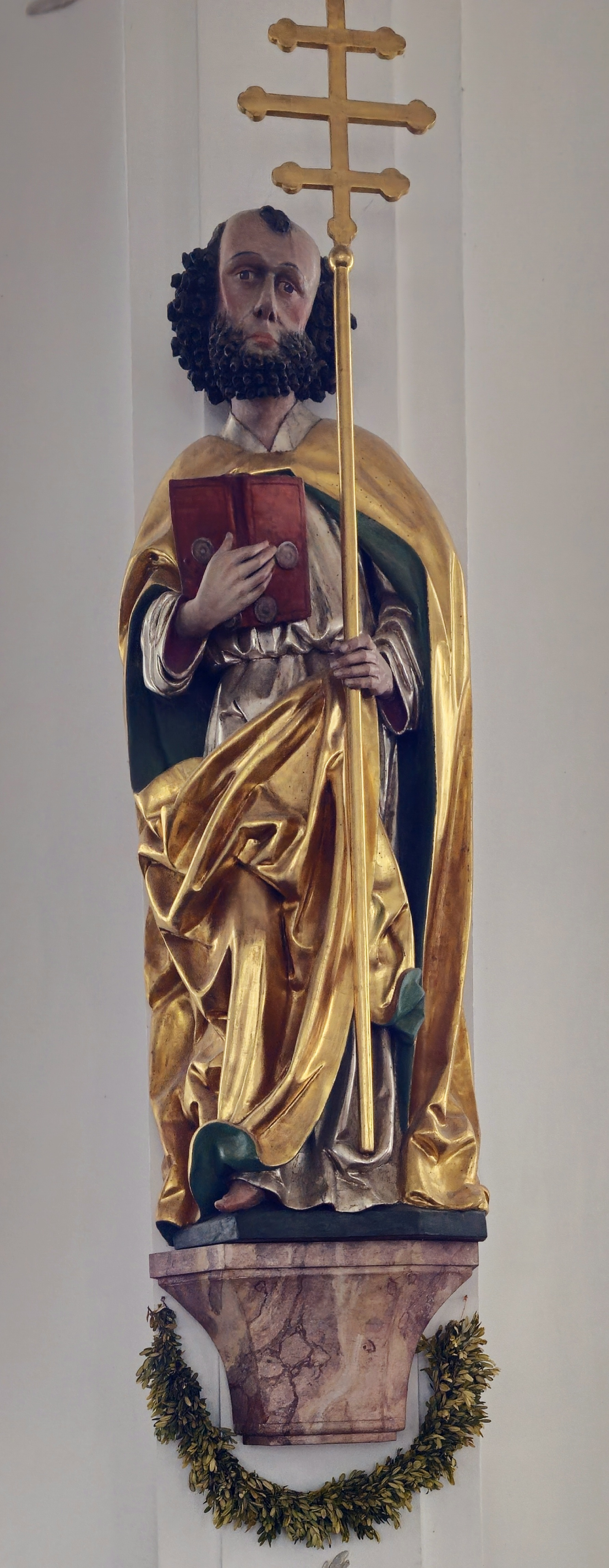
Hl. Petrus, spätgotisch
Kreuzweg-Stationen
Hl. Stephanus
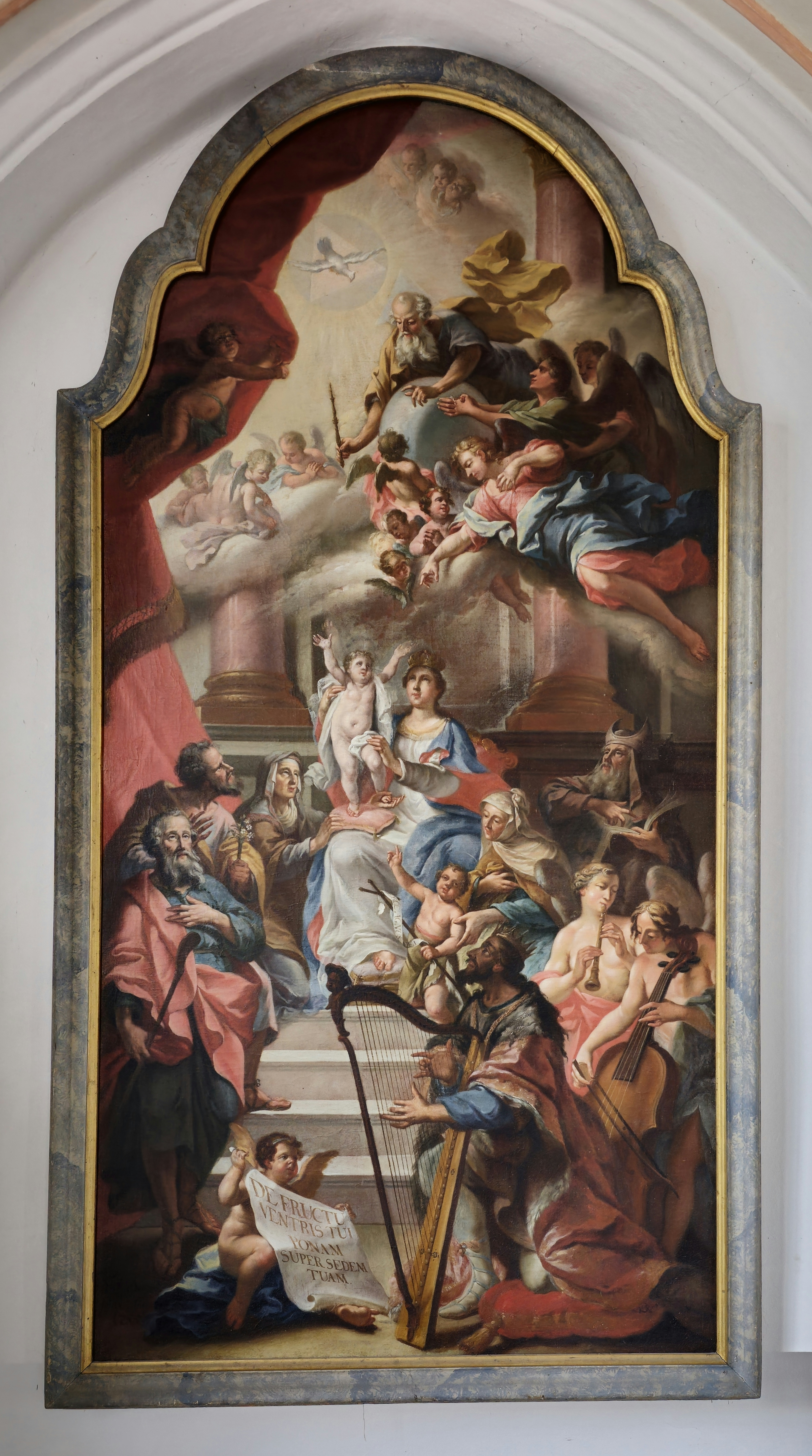
Degles Gemälde in der Bruderschaftskapelle

Vier Glocken der Erdinger Gießerei aus den Jahren 1923–1960 dienen als Geläut.
Die Orgel mit 13 Registern auf zwei Manualen und Pedal ist ein Werk von Michael Weise aus Plattling unter Verwendung von barocken Prospekt- und Gehäuseteilen von Johann Schweinacher aus dem Jahr 1765.